# Vườn quốc gia Gesäuse
Vườn quốc gia Gesäuse là một vườn quốc gia ở Steiermark, Áo. Nó nằm ở phía tây của khúc cua sông Enns tại Thượng Styria, trong các đô thị Admont, Johnsbach, Weng, Hieflau, Landl, và St. Gallen, Steiermark.
Vườn quốc gia này có diện tích 110 km², với 15 km² nữa đã được quy hoạch. Vườn quốc gia được thiết lập ngày 26 tháng 10 năm 2002. Núi cao nhất là Hochtor với độ cao 2.369 m (7,772 ft).